# Associação Desportiva Cabense
Maillots
L'Associação Desportiva Cabense, également connu sous le nom de Desportiva Cabense ou plus simplement de Cabense, est un club brésilien de football fondé en 1952 et basé dans la ville de Cabo de Santo Agostinho, dans l'État du Pernambouc.
Le club joue ses matchs à domicile au Stade Gileno de Carli, et joue actuellement dans le championnat du Pernambouc.

## Histoire
Le club est fondé en 1952 dans le quartier Centro (en plein cœur de la ville) sous le nom de Destilaria Esporte Clube, et refondé le 26 novembre 1995.
L'Azulão do Cabo dispute le Campeonato Pernambucano durant onze saisons (entre 1992 et 1998, en 2007, et entre 2009 et 2011).

### Rivalité
Le Cabense entretenait une rivalité avec l'autre équipe principale de la ville de Cabo de Santo Agostinho (qui a aujourd'hui déménagé dans la ville de Bezerros à plus de 100 km), à savoir le Ferroviário Esporte Clube. Le match entre les deux équipes est appelé le « Clássico Ca-Fé ».

## Stades
Le club joue ses matchs à domicile au Stade Gileno de Carli de Cabo de Santo Agostinho, surnommé le Gilenão et doté de 5 459 places.

## Palmarès
| Compétitions nationales                                          |
| ---------------------------------------------------------------- |
| - Championnat du Pernambouc D2 : - Vice-champion : 2006 et 2008. |

## Personnalités du club

### Présidents du club
- Laélcio Cunha
- Paulo Lima

### Entraîneurs du club
- Valdo Viana[3]